# 伍提通·米林塔钦达
伍提通·米林塔钦达（1976年11月25日—），熟称伍迪·米林塔钦达，昵称Ai，是一位泰国内容创作者、电视和在线内容主持人以及执行制片人。他是首任泰国驻东盟大使、现任朱拉蓬研究所副所长密秉尚的儿子。此外，他也是S2O音乐节、The Bangkok Countdown、Circuit Asia等大型音乐娱乐活动以及泰国首个健康健身节「FIT FEST」的创始人，也曾被美国有线电视新闻网（CNN）评选为亚洲百大影响力人物之一。主持节目有《伍迪脱口秀》、《Woody FM》等。

## 背景
伍迪因为热爱、想要在娱乐业闯荡而搬到纽约。后来在朋友邀请下成为了一名DJ。之后，他还担任了司仪。他曾担任频道VJ MTV泰国等多部电视节目的主持人。2004年，伍迪创立了W Network Company Limited，并于2009年更名为伍迪世界电视有限公司。伍迪宣布结束连续播出9年的著名节目《Woody Kerd Makhui》，最后一集于2017年2月26日播出。伍迪曾任韩国King Thai品牌大使。
国家顶级脱口秀主持人，他在广播和电视领域拥有近二十年的经验，他已将自己的角色转变为泰国整个人口领域最强大的社交媒体影响者和思想领袖之一。他
伍迪曾在节目中采访过许多著名演艺人士，如大卫·贝克汉姆、布兰妮·斯皮尔斯、艾莉西亚·凯斯、Rain、F4、周杰伦、成龙、Super Junior的崔始源、Nichkhun、罗伯特·帕丁森、克里斯汀·斯图尔特、安立奎·伊格莱希亚斯、休·杰克曼、杨紫琼、Lalisa等。

## 个人生活
2016年，伍迪在脱口秀节目中透露自己是同性恋，并于两年前与交往多年的圈外男友（昵称Oat）结婚。节目播出后引起了同性恋恐惧症的强烈反弹。2022年，泰国众议院会议决定接受全部4项与促进性别平等有关的法律草案后，他向男友再次求婚。

## 作品列表

### 电视剧
- 2017年：《命运的使命》饰演 Arm（One 31）

### 引见
1. 1 2  . 泰国日报. 2022-06-16  [2023-11-10]. （原始内容存档于2022-06-17） （泰语）.
2. ↑  . Time Out Bangkok. 2016-06-23  [2023-05-11]. （原始内容存档于2023-05-11） （美国英语）.
3. ↑  . khaosodenglish. 2016-06-29  [2023-11-10]. （原始内容存档于2022-12-10）.